# 2011-es christchurchi földrengés
Az új-zélandi Christchurch városban 2011. február 22-én, helyi idő szerint nem sokkal 13 óra előtt 6,3-es erősségű földrengés következett be, a halálos áldozattal nem járó, nagyobb erejű 2010. szeptemberi canterburyi földrengés után csaknem fél évvel. A rengés epicentruma a várostól 10 kilométerre délkeletre, hipocentruma 5 kilométer mélyen volt. A halálos áldozatok számát végül 185-ben határozták meg. A sebesültek száma 1500–2000 között mozgott, közöttük 164 súlyos eset volt. A rengést a várostól 300 kilométerre is érezni lehetett.
Több utórengést észleltek még aznap, köztük egy 5,9-es erősségűt.
A mentés során mentőhelikopterekkel és darukkal hozták le az épületek tetején rekedt embereket. A város székesegyházának leomlott a homlokzata, és egy irodaház is kigyulladt. A városban szükségállapotot rendeltek el, és kivezényelték a katonaságot is, hogy megelőzzék a fosztogatást, és lezárták a város repülőterét is. 6 ország küldött mentőcsapatokat Új-Zélandra.
A halálos áldozatok között mintegy 20 ország polgárai vannak. Christchurch épületei közül körülbelül 340-et le kell bontani a város keleti részén. Február 23-án találták az utolsó túlélőt a romok alatt. A Canterbury Televízió leomlott épületében is, ahol a rengés után tűz ütött ki, sokan vesztették életüket.
A JPMorgan befektetési bank szerint a biztosítók által fizetendő összeg elérheti a 12 milliárd dollárt is.
A rengés következtében Új-Zéland legnagyobb gleccserének, a Tasman-gleccsernek leszakadt az alsó része, és körülbelül 30 millió tonna jég került a gleccser alatt lévő tóba. Ennek következtében a tóban fél órán át 3 és fél méter magas hullámok csapkodtak a két part között.
A romok eltakarítása közben John Robert Godley városalapító 1867-ben emelt szobra alatt találtak egy időkapszulát, ami egy pergament tartalmazó kristályüveget és egy fémhengert tartalmazott.

## Galéria

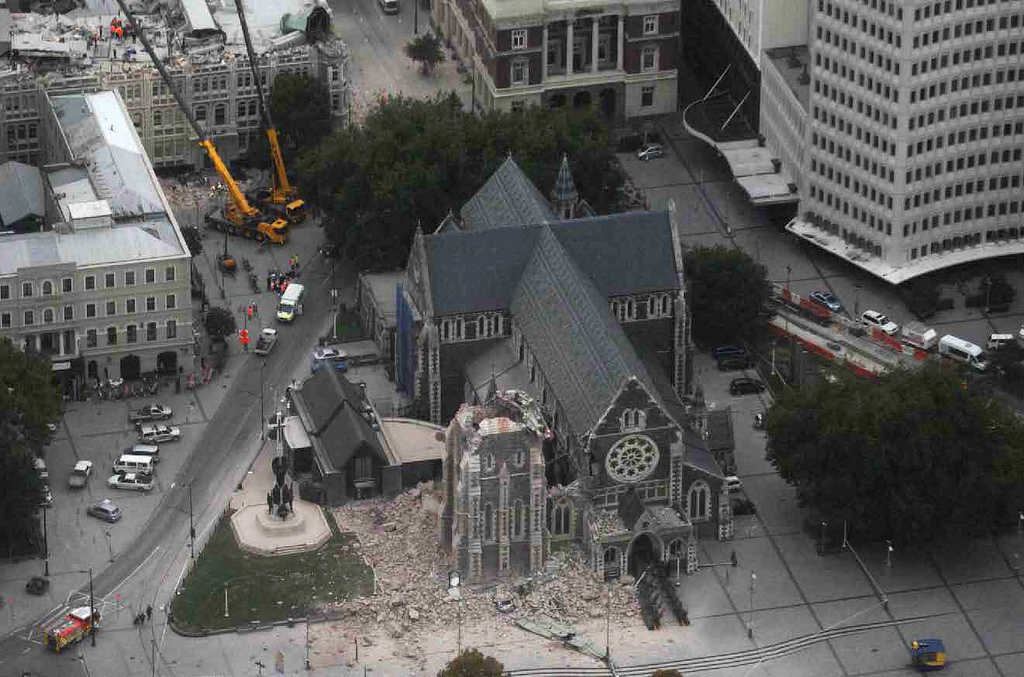
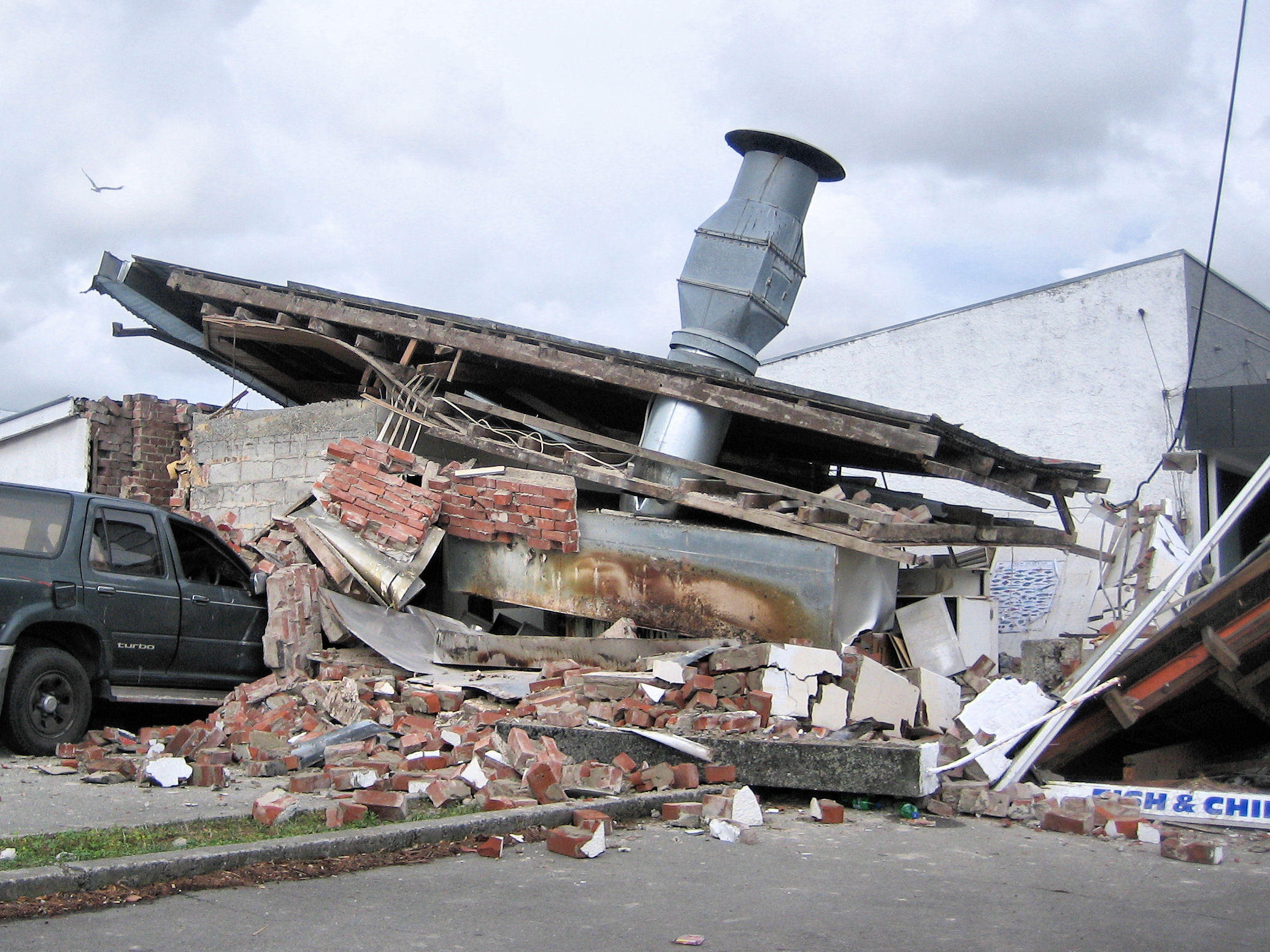